# Заха Хадид
Заха Хадид (арап. زها حديد; Багдад, Ирак, 31. октобар 1950 — Мајами, 31. март 2016) била је британско-ирачки архитекта деконструктивиста.
Дипломирала је математику на Америчком универзитету у Бејруту, а потом је уписала архитектуру у Лондону.
Највећи део њеног рада ослања се на концептуализам, а реализовани су следећи објекти:
- Витра ватрогасна станица (1993), Немачка[3]
- Розенталов центар савремене уметности (1998), Синсинати, Охајо[4]
- Хонхајм-северни терминус и паркинг (2001), Стразбур, Француска
- Бергизел скијашка скакаоница (2002), Инзбрук, Аустрија
- (2005), Копенхаген, Данска[5]

Такође је пројектовала ентеријере, као што је Зона за размишљање у Миленијумској палати у Лондону. Победник је на многим међународним конкурсима, а многи објекти за које је добила награде никада нису ни изграђени. 
Заха Хадид је постала прва жена која је добила Прицкерову награду за архитектуру.